# USA-214
Le USA-214, connu avant son lancement sous le titre d’Advanced Extremely High Frequency 1 : AEHF SV-1, est un satellite de télécommunications militaire américain exploité par l'US Air Force. Lancé en 2010, il a atteint son orbite d'exploitation après un an de retard dû à des défauts de construction,. C'est le premier d'une série de quatre satellites à être mis en orbite dans le cadre du programme Advanced Extremely High Frequency, successeur du système Milstar.
Le satellite USA-214 a été construit par Lockheed Martin, et est basé sur la plateforme satellitaire A2100. L'engin spatial a une masse de 6 168 kg et une durée de vie de 14 ans. Il est utilisé pour fournir des communications à supra-haute fréquence et extrêmement haute fréquence pour l'armée américaine, ainsi que pour le Royaume-Uni, les Pays-Bas et le Canada.

## Lancement et insertion orbitale
USA-214 a été lancé par United Launch Alliance, à l'aide d'une Atlas V 531 depuis Cap Canaveral (SLC-41). Le lancement a eu lieu le 14 août 2010 à 11h07 UTC, et le satellite a été injecté avec succès sur une orbite de transfert géosynchrone avec un périgée de 221 kilomètres, un apogée de 50 179 kilomètres, et une inclinaison de 22,2 degrés.
Le satellite devait manœuvrer depuis l'orbite de transfert sur laquelle il a été lancé vers son orbite géosynchrone au moyen d'un moteur d'apogée à combustible liquide et de plusieurs propulseurs à effet Hall, un processus qui prend normalement 105 jours,,. Toutefois, le moteur d'apogée du satellite a dysfonctionné peu après sa première mise à feu, le 15 août 2010 et lors d'une seconde tentative le 17 août, il a été déclaré inutilisable,.
Pour résoudre le problème, l'altitude du périgée a été portée à 4 700 km à l'aide de douze tirs des petits propulseurs de réaction, à l'origine destinés au maintien orbital du satellite. À partir de cette altitude, les panneaux solaires ont été déployés et l'orbite a été modifiée vers l'orbite opérationnelle sur une période de neuf mois en utilisant les propulseurs à effet Hall (0,27 Newton), une forme de propulsion électrique qui est très efficace, mais produit une poussée très faible.